# Smínthi
Smínthi, en grec moderne : Σμίνθη, est un village  de Macédoine-Orientale-et-Thrace, en Grèce. La localité est le siège du dème de Mýki.
Selon le recensement de 2011, la population du village compte 277 habitants tandis que celle du dème s'élève à 12 087 habitants.